# 回放增益
回放增益（英語：Replay Gain）是一个于2001年7月12日被公开提出的标准，用于将像MP3或Ogg Vorbis等格式的数字化音频的可感知响度进行标准化（Normalize）处理。

## 概要

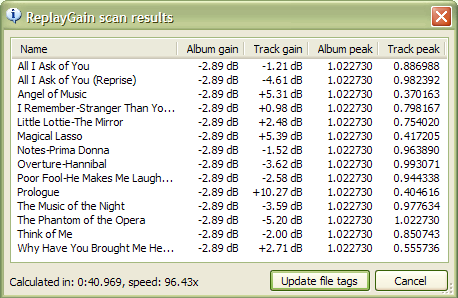
使用foobar2000 0.9进行回放增益扫描的结果

进行回放增益处理的步骤是，首先对整个音频文件进行心理声学分析扫描，以量度它的感知响度和峰值电平。音频文件的原始响度与目标响度（通常定为89分贝的声压值）的差别被计算出来，这个差别称为增益值。典型的做法是，将该音频文件的增益值和峰值电平值存储于文件的元数据中，以使支持回放增益的音频播放器能够自动衰减（或在一些情形下放大）输出，从而在回放不同的音频文件时得到相似的输出响度。这样就可以避免因制作时制定的标准不同而造成在播放不同专辑的音频文件时需要不断手动调整音量的问题。进行回放增益处理的另一个优势在于，音频文件的峰值电平信息也可用于避免响度较高的歌曲产生削波。
回放增益的的实现通常也包括向音频文件内加入元数据而不改变原始音频数据的过程。在回放增益标准指定了一个8字节文件头域的同时，许多流行的音频格式利用文件标记（tag）来记录回放增益信息。如Flac和Ogg Vorbis格式的文件利用REPLAYGAIN_*注释域；而MP3文件通常使用ID3v2或APEv2格式的文件标记来记录。
一些传统音频播放器不支持回放增益元数据。使用这些播放器实现增益值校正的变通方法是直接按照回放增益扫描值进行音量调整，或创建一个经过音量修正的音频文件副本。不过在后者的情形下，所进行的处理可能不是无损可逆的。

## 音轨增益和专辑增益
回放增益分析可以被执行于单个音轨之上，以便在回放时所有音轨都被赋予相同的音量。
分析也可以以单个专辑为基础进行。在专辑增益分析中，会另外计算出要被整张专辑所共享的峰值和增益值信息。使用专辑增益数值会保留同一张专辑内不同乐曲间的音量差异。
在回放时，假设元数据（metadata）方法被使用，收听者可以决定他们是愿意所有音轨都听起来音量相等（使用音轨增益），还是所有专辑都听起来音量相等（使用专辑增益）。

## 支持回放增益的音频播放器
- Windows版本的foobar2000。
- GNOME版本的Muine音乐播放器。
- GNOME版本的Rhythmbox。
- Windows版本的Winamp。（通过插件支持）
- 带有X11的类Unix系统版本的XMMS。（支持Vorbis的回放增益，不含MP3）
- KDE版本的amaroK。（使用回放增益脚本（页面存档备份，存于））
- 类Unix系统版本的mpd。（支持Vorbis与FLAC的回放增益，不含MP3）
- 数字音频播放器的的 Rockbox。
- 微型设备（页面存档备份，存于）的 Squeezebox2（页面存档备份，存于）及SlimServer 6.2（页面存档备份，存于）。
- flac:提及自1.1.1版本以来FLAC解码器可通过未被书面证明的选项应用回放增益--apply-replaygain-which-is-not-lossless。
- Xbox版本的Xbox媒体中心。
- madplay
- Windows版本的J.River媒体中心
- 5.7以上版本的千千静听

## 回放增益扫描器的实现
- MP3Gain（页面存档备份，存于）:生成元数据。可直接修改原文件并写入元数据的撤销更改信息。
- AACGain:直接修改原文件并写入元数据的撤销更改信息。
- VorbisGain（页面存档备份，存于）:生成元数据。
- MPCGain（页面存档备份，存于）:生成存储于文件头的元数据。
- WaveGain（页面存档备份，存于）:生成已应用回放增益的文件副本。
- iVolume:替换iTunNORM元数据文件标记值（以每个专辑为基础可选），该值用于iTunes和iPod的声音测试音量标准化。只用于Mac OS X上。
- flac和metaflac:编码器可有选择地生成元数据。文件标记器生成元数据。
- foobar2000:通过内置的插件生成元数据。
- LAME:编码器在LAME文件标记中写入元数据。
- Sound Normalizer（页面存档备份，存于）

## 其他
- 音频标准化

以幅度峰值判断响度并不可靠，因此峰值标准化不能实现可靠的对感知响度的标准化结果。均方根标准化的精确度稍高，但需留意勿引入削波。
- 音频声级压缩

在使用音频声级压缩的情形下，执行回放时音量可能发生变动，但音频的动态范围会被压缩。虽然这样对于保持音量始终一致有好处，但这种结果并不总是希望发生。